# IC 5146
IC 5146 (również Mgławica Kokon) – obszar H II (również mgławica emisyjna) znajdujący się w konstelacji Łabędzia. Została skatalogowana przez Stewarta Sharplessa w jego katalogu pod numerem 125. Mgławica ta znajduje się na końcu wydłużonej ciemnej mgławicy Barnard 168, w odległości około 3300 lat świetlnych od Ziemi i ma promień ok. 10 lat świetlnych.
Mgławica Kokon otacza młodą gromadę gwiazd Collinder 470, której promieniowanie jonizuje gaz i pobudza go do świecenia. W jej środku znajduje się najjaśniejsza gwiazda typu B0, BD +46° 3474. Wiek gromady szacuje się na kilkaset tysięcy lat. Gromada ta jest więc tak młoda, że gwiazdy do niej należące nie osiągnęły jeszcze ciągu głównego.
Mgławica została odkryta na fotografii Edwarda Barnarda z 11 października 1893 roku, a później także niezależnie przez Maksa Wolfa (28 lipca 1894).